# Ширеуцы
Ширеуцы (рум. Șirăuți; Шировцы, Ширэуць, Широуцы) — село в Бричанском районе Молдавии. Относится к сёлам, не образующим коммуну.

## История
По состоянию на 1886 год в селе Шировцы Липканской волости проживало 1245 человек и насчитывалось 218 дворов. В селе была православная церковь.

## География
Село Ширэуць расположено на левом берегу реки Прут у молдавско-румынской границы примерно в 21 км к юго-западу от города Бричаны. Ближайшие молдавские населённые пункты — город Липканы и село Перерыта.
Село расположено на высоте 149 метров над уровнем моря.

## Население
По данным переписи населения 2004 года, в селе Ширэуць проживает 2407 человек (1139 мужчин, 1268 женщин).
Этнический состав села:
| Национальность | Число жителей | Процентный состав |
| -------------- | ------------- | ----------------- |
| молдаване      | 2325          | 96,59             |
| украинцы       | 55            | 2,29              |
| русские        | 14            | 0,58              |
| румыны         | 11            | 0,46              |
| гагаузы        | 1             | 0,04              |
| прочие         | 1             | 0,04              |
| Всего          | 2407          | 100 %             |